# الفصول الأربعة (كتاب)
الفُصُول الأَربَعة هي أطروحة لاهوتية منسوبة إلى حسن الصباح.

## إسناد الكتاب
رغم أنه من المعروف أن هذا الكتاب يعود إلى حسن صباح، إلا أنه لا يمكن القول إنه هو الوحيد الذي أحدث ثورة في هذا المجال. فمثلًا كان عبد الملك بن عطاش نشيطًا فكريًا أيضًا وكان في وقت ظهور الإسماعيلية أهم من حسن، لكنه لم يبق له إي مؤلفات.

## محتوى الكتاب
يتعلق هذا الكتاب بتغيُّر وتطّور الطائفة الإسماعيلية، أي طريقة تدريسها. لطالما أدان الشيعة السُنة الذين يتدخلون في الشؤون الدينية، وهذه القضية بدأت منذ زمن خلافة أبي بكر إذ من وجهة نظر الشيعة، كانت هنالك أحاديث كثيرة حول اختيار النبي لعلي. يعتقد الشيعة أن السُنة يفسرون الحقائق الدينية، وخاصة الشريعة، من وجهة نظرهم الخاصة وبشكل تعسفي، لكن فِهم الشيعة للحقائق الدينية والشريعة كان يعتمد على تعاليم الأئمة الحقيقيين الذين تم اختيارهم من قبل الله. لذلك، ضد ظلم السُنة، أنشأ الشيعة عاداتهم الخاصة، بناءً على هذه العادة، يجب أن تُعهد سلطة التعليم إلى الأئمة من نسل علي. وقد ورد هذا البحث في أربعة مبادئ في كتاب حسن الصباح ذكرها عدة مؤلفين، ولخصها أيضاً الشهرستاني. أعلن حسن الصباح اللغة الفارسية لغة مقدسة للنزاريين، مما أدى إلى نسخ جميع النصوص الإسماعيلية النزارية في إيران وأفغانستان وسوريا وآسيا الوسطى إلى اللغة الفارسية وإلى جانب تحدي الشرعية اللغوية للخلافة، فقد كانت فرصة جيدة للتعبير عن المشاعر الوطنية الإيرانية؛ وبالطبع يعود تاريخها عند إسماعيليي إيران إلى عهد ناصر خسرو القبدياني.

## مناقشات من الكتاب
1. هل يحتاج الناس إلى معلم لفهم الحقيقة النهائية أم لا؟ إذا لم يكونوا بحاجة إلى معلم، فلا يمكنهم تفضيل رأي شخص ما على رأي شخص آخر. لأن هذه المسألة هي قبول سلطة شخص واحد في هذا التفضيل. وهذا المبدأ عزز موقف المسلمين ضد الفلاسفة الذين أنكروا الحاجة إلى أي سلطة.[9][10]
2. هل من الضروري أن يكون للمعلم سلطة أم أن أي معلم يمكنه القيام بذلك؟ إذا استطاع أي معلم أن يفعل ذلك، فسيكون وضعنا أسوأ من ذي قبل لأنه ليس لدينا أي سبب لتفضيل معلم على آخر. وبهذا المبدأ، تم ترسيخ تركيز الشيعة فيما يتعلق بالتعليم أمام أهل السنة. لأن أهل السنة في كل جيل كان عليهم أن يعتمدوا على مجموعة من العلماء، لا يكون لأحد منهم ولاية وراثية على الآخر.[9]
3. المبدأ الثالث لحسن الصباح هو المبدأ الذي أدى إلى إضعاف الشيعة أنفسهم، سواء ثبتت سلطة العالم أو تم قبول المعلم كشخصية متسلطة؛ السؤال هو أيهما سيحدد موقفنا السابق أو أي سلطة ستثبت في النهاية؟[9][11]
4. وفي المبدأ الرابع، أوضح حسن الصباح كيف يمكن التعرف على سلطة المعلم النهائية من خلال علمه. يمكن معرفة كل المعرفة من خلال عاملَين متعارضين، وهما الضرورة الأرسطية والإمكانية؛ ومن المعلوم أن لا أحد منهما يمكن أن يوجد دون الآخر. وفي عبارة (لا إله إلا الله) يمكن تصور الله مقارنة بالمتكلمين، وبدون الله يصبح مفهوم المتكلمين بلا معنى، وجملة ( لا إله إلا الله) لا تتم إلا بـ (محمد رسول الله). ولا يمكن فهم التوحيد إلا من خلال الوحي النبوي الذي يلي الإيمان بالنبوة والإيمان بالله. ويعني هذا المبدأ الارتباط بين الأشخاص الذين يريدون المعرفة والمعلم المرجعي الذي يجب أن يكتشفه. ولذلك ينبغي جمع تفكير الناس والمعلم النهائي وعلى كل منهم أن يحل مشكلة أخرى. لكنهم يحتاجون إلى التعليم، وفقط عندما تصل الحجة إلى هذه المرحلة، يتم اتخاذ الإجراءات اللازمة لحل هذه الاحتياجات. وبالتالي فهو لا يذكر أسباب إمامته، بل يقضي حاجة يمكن إثباتها بالعقل، ويقول الصباح: هؤلاء هم الإسماعيليون. وكان لهذه الطقوس تأثير كبير على الحركة. بالنسبة لأولئك الذين كانوا نشطين خلال هذه الحركة، كان من المهم الاستسلام للحركة والاستسلام لها في نهاية المطاف. من المحتمل أن التقليد الإسماعيلي القديم استمر، لكن تقليد حسن الصباح التدريسي نجح أيضاً في توحيد الحركة.[11]